# Anette Kaufmann
Anette Kaufmann (* 1961) ist eine deutsche Filmproduzentin.

## Leben
Anette Kaufmann studierte neuere deutsche Literatur und Medienwissenschaft an der Philipps-Universität Marburg, wo sie 1988 promovierte. Ab 1992 war sie Story Editor bei der Serie Schloß Hohenstein. Mit der Serie Die Kommissarin wurde sie 1994 als Filmproduzentin beim Fernsehen aktiv und wurde für die Odeon Film tätig. Zu ihren Arbeiten gehören Fernsehfilme und Serien, wie Zwei Brüder oder die Matula-Filmreihe.

## Filmografie (Auswahl)
- 1994: Die Kommissarin (Fernsehserie, 6 Folgen)
- 1996–2001: Zwei Brüder (Fernsehserie, 10 Folgen)
- 1998: Heimatgeschichten (Fernsehserie, eine Folge)
- 1998: Sommergewitter
- 1999: Das Schloss meines Vaters
- 2001: Die Liebenden vom Alexanderplatz
- 2005: Brief eines Unbekannten
- 2009: Schlaflos
- 2013: Im Netz
- 2014: Ohne Dich
- 2017: Matula
- 2018: Matula – Der Schatten des Berges
- 2019: Matula – Tod auf Mallorca
- 2020: Der Alte und die Nervensäge

## Bücher
- 1998: Angst, Wahn, Mord. Von Psycho-Killern und anderen Film-Verrückten. Münster: MAKS.
- 2007: Der Liebesfilm – Spielregeln eines Filmgenres. Konstanz: UVK Verlag.[3]
- 2016: (gemeinsam hrsg. mit Thomas Koebner, Norbert Grob) Standardsituationen im Film. Ein Handbuch. Marburg: Schüren Verlag.[4]